# Sudlersville
Sudlersville is een plaats (town) in de Amerikaanse staat Maryland, en valt bestuurlijk gezien onder Queen Anne's County.

## Demografie
Bij de volkstelling in 2000 werd het aantal inwoners vastgesteld op 391.
In 2006 is het aantal inwoners door het United States Census Bureau geschat op 397, een stijging van 6 (1,5%).

## Geografie
Volgens het United States Census Bureau beslaat de plaats een oppervlakte van
0,8 km², geheel bestaande uit land. Sudlersville ligt op ongeveer 15 m boven zeeniveau.

## Plaatsen in de nabije omgeving
De onderstaande figuur toont nabijgelegen plaatsen in een straal van 16 km rond Sudlersville.